# Die Sammlung (Pädagogik)
Die Sammlung – Zeitschrift für Kultur und Erziehung – war eine von Herman Nohl gegründete Zeitschrift. Herausgeber waren Herman Nohl, Otto Friedrich Bollnow und Wilhelm Flitner.

## Erscheinungsverlauf
Die Zeitschrift erschien seit 1945 als Nachfolge-Zeitschrift von Die Erziehung im Verlag Vandenhoeck & Ruprecht in Göttingen. 1960 wurde die Zeitschrift mit dem Tode Nohls eingestellt und 1961 durch die Neue Sammlung ersetzt.